# Grimmia camonia
Grimmia camonia là một loài Rêu trong họ Grimmiaceae. Loài này được Rota mô tả khoa học đầu tiên năm 1869.